# Verreauxia reinwardtii
Verreauxia reinwardtii är en tvåhjärtbladig växtart som först beskrevs av Vriese, och fick sitt nu gällande namn av George Bentham. Verreauxia reinwardtii ingår i släktet Verreauxia och familjen Goodeniaceae. Inga underarter finns listade i Catalogue of Life.